# 390 Dywizja Strzelecka (ZSRR)
390 Dywizja Strzelecka (ros. 390-я стрелковая дивизия) – związek taktyczny (dywizja) Armii Czerwionej.
Sformowana w czasie II wojny światowej, jesienią 1941. Broniła Krymu przed niemieckim najeźdźcą, poniosła znaczne straty, rozwiązana. Ponownie utworzona w 1944, brała udział w pokonaniu Japonii w 1945.